# Бросно (деревня)
Бросно — деревня в Андреапольском районе Тверской области. Входит в Волокское сельское поселение.

## География
Расположена примерно в 5 верстах к юго-востоку от относительно большой деревни Горицы на берегу озера Бросно.

## История
В конце XIX — начале XX века на месте деревни находился погост Бросно, который входил в Холмский уезд Псковской губернии. На погосте была православная церковь.